# Communauté de communes Seine et Aube
La Communauté de communes Seine et Aube est une communauté de communes française, située dans le département de l'Aube et la région Grand Est.

## Historique
Dans le cadre des dispositions de la loi portant nouvelle organisation territoriale de la République du 7 août 2015, qui prévoit que les établissements publics de coopération intercommunale (EPCI) à fiscalité propre doivent avoir un minimum de 15 000 habitants, le préfet de l'Aube décide le 8 décembre 2016  la fusion des communautés de commune de Plancy-l'Abbaye et  de Seine Fontaine Beauregard. Cette fusion a pris effet le 1er janvier 2017, formant la communauté de communes Seine et Aube.

## Territoire communautaire

### Géographie
Le territoire de l'intercommunalité se trouve le long des vallées de la Seine et de l’Aube, comme son nom le suggère, et constitue un espace essentiellement rural de la Grand Est, proche de l'Île-de-France.

### Composition
En 2024, la communauté de communes est composée des 25 communes suivantes :

| Nom                    | Code Insee | Gentilé           | Superficie (km2) | Population (dernière pop. légale) | Densité (hab./km2) |
| ---------------------- | ---------- | ----------------- | ---------------- | --------------------------------- | ------------------ |
| Méry-sur-Seine (siège) | 10233      | Méryciens         | 12,42            | 1 442 (2022)                      | 116                |
| Bessy                  | 10043      | Bessitiaux        | 7,03             | 114 (2022)                        | 16                 |
| Boulages               | 10052      | Boulageois        | 11,54            | 227 (2022)                        | 20                 |
| Champfleury            | 10075      | Campofleuridiens  | 17,98            | 109 (2022)                        | 6,1                |
| Chapelle-Vallon        | 10082      | Chapelats         | 19,24            | 232 (2022)                        | 12                 |
| Charny-le-Bachot       | 10086      | Charnycois        | 13,64            | 242 (2022)                        | 18                 |
| Châtres                | 10089      | Châtriots         | 15,76            | 705 (2022)                        | 45                 |
| Chauchigny             | 10090      | Chauchignats      | 9,72             | 222 (2022)                        | 23                 |
| Droupt-Saint-Basle     | 10131      | Braleux           | 18,61            | 342 (2022)                        | 18                 |
| Droupt-Sainte-Marie    | 10132      | Drouillons        | 14,4             | 256 (2022)                        | 18                 |
| Étrelles-sur-Aube      | 10144      | Étrellois         | 10,43            | 157 (2022)                        | 15                 |
| Fontaine-les-Grès      | 10151      | Fontainats        | 12,16            | 903 (2022)                        | 74                 |
| Les Grandes-Chapelles  | 10166      | Grands-Chapellats | 22,1             | 398 (2022)                        | 18                 |
| Longueville-sur-Aube   | 10207      | Oingres           | 11,64            | 133 (2022)                        | 11                 |
| Mesgrigny              | 10234      | Mesgrignons       | 7,27             | 260 (2022)                        | 36                 |
| Plancy-l'Abbaye        | 10289      | Plancéens         | 41,38            | 963 (2022)                        | 23                 |
| Prémierfait            | 10305      | Bitards           | 14,79            | 90 (2022)                         | 6,1                |
| Rhèges                 | 10316      | Rhégeois          | 14,8             | 208 (2022)                        | 14                 |
| Rilly-Sainte-Syre      | 10320      | Quenetons         | 14,16            | 230 (2022)                        | 16                 |
| Saint-Mesmin           | 10353      | Saint-Mesminois   | 16,15            | 907 (2022)                        | 56                 |
| Saint-Oulph            | 10356      | Saint-Oulphiens   | 10,94            | 326 (2022)                        | 30                 |
| Salon                  | 10365      | Salonais          | 21,67            | 128 (2022)                        | 5,9                |
| Savières               | 10368      | Saviotins         | 18,54            | 1 075 (2022)                      | 58                 |
| Vallant-Saint-Georges  | 10392      | Valentins         | 17,86            | 417 (2022)                        | 23                 |
| Viâpres-le-Petit       | 10408      | Viâprots          | 11,13            | 127 (2022)                        | 11                 |

### Démographie
| 1968  | 1975  | 1982  | 1990  | 1999  | 2009  | 2014   | 2020   |
| ----- | ----- | ----- | ----- | ----- | ----- | ------ | ------ |
| 8 617 | 8 281 | 8 919 | 8 962 | 9 138 | 9 748 | 10 142 | 10 174 |

## Organisation

### Siège
La communauté de communes a son siège à Méry-sur-Seine, 11 rue Delaitre.

### Élus
La communauté de communes est administrée par son conseil communautaire, composé pour la mandature 2020-2026 de 41  conseillers municipaux représentant chacune des  communes membres et désignés proportionnellement à leur population.

Au terme des élections municipales de 2020 dans l'Aube, le conseil communautaire renouvelé a réélu son président, Loïc Adam, maire-adjoint de Rilly-Sainte-Syre, et désigné ses vice-présidents, qui sont en 2024 les suivants : 
1. Pascal Pluot, maire de Plancy-L’Abbaye
2. Fabienne  Godot, maire de Boulages ;
3. Rémy Banach, maire-adjoint de Méry-sur-Seine ;
4. Vivian Auger, élu de Saint-Mesmin ;
5. Ludovic  Bouniol, maire de Mesgrigny.

### Liste des présidents
| Période        | Période                   | Identité        | Étiquette | Qualité                                                           |
| -------------- | ------------------------- | --------------- | --------- | ----------------------------------------------------------------- |
| janvier 2017   | mars 2017                 | Claude Chapelle | LR        | Maire de Charny-le-Bachot Démissionnaire                          |
| avril 2017     | septembre 2017            | Guy Viala       |           | Maire de Champfleury Démissionnaire                               |
| septembre 2017 | En cours (au 6 mars 2024) | Loïc Adam       | RN        | Maire-adjoint de Rilly-Sainte-Syre Réélu pour le mandat 2020-2026 |

### Compétences
L'intercopmmunalité exerce les compétences qui lui ont été transférées par les communes membres, dans les conditions déterminées par le code général des collectivités territoriales.
Il s'agit de :
- déchets ménagers ;
- aménagement de l’espace ;
- actions de développement économique et de soutien aux activités commerciales d’intérêt communautaire ;
- gestion des milieux aquatiques et prévention des inondations (GEMAPI) ;
- aménagement numérique : fibre optique, équipement numérique des écoles élémentaires ;
- tourisme ;
- équipements culturels et sportifs (COSEC et terrain synthétique de Méry-sur-Seine) ;
- politique du logement et du cadre de vie ;
- maisons de santé pluriprofessionnelle.

La structure adhère au Syndicat Départemental d’Élimination des Déchets de l'Aube (SDEDA)

### Régime fiscal et budget
La communauté de communes est un établissement public de coopération intercommunale à fiscalité propre.
Afin de financer l'exercice de ses compétences, la communauté de communes perçoit une fiscalité additionnelle aux impôts locaux des communes, sans fiscalité professionnelle de zone (FPZ ) et sans fiscalité professionnelle sur les éoliennes (FPE).

## Projets et réalisations
Conformément aux dispositions légales, une communauté de communes a pour objet d'associer des « communes au sein d'un espace de solidarité, en vue de l'élaboration d'un projet commun de développement et d'aménagement de l'espace ».